# Pherbellia costata
Pherbellia costata är en tvåvingeart som först beskrevs av Verbeke 1950.  Pherbellia costata ingår i släktet Pherbellia och familjen kärrflugor. Inga underarter finns listade i Catalogue of Life.